# ARHGDIG
ARHGDIG (англ. Rho GDP dissociation inhibitor gamma) – білок, який кодується однойменним геном, розташованим у людей на короткому плечі 16-ї хромосоми. Довжина поліпептидного ланцюга білка становить 225 амінокислот, а молекулярна маса — 25 098.
| 10         |  | 20         |  | 30         |  | 40         |  | 50         |
| ---------- |  | ---------- |  | ---------- |  | ---------- |  | ---------- |
| MLGLDACELG |  | AQLLELLRLA |  | LCARVLLADK |  | EGGPPAVDEV |  | LDEAVPEYRA |
| PGRKSLLEIR |  | QLDPDDRSLA |  | KYKRVLLGPL |  | PPAVDPSLPN |  | VQVTRLTLLS |
| EQAPGPVVMD |  | LTGDLAVLKD |  | QVFVLKEGVD |  | YRVKISFKVH |  | REIVSGLKCL |
| HHTYRRGLRV |  | DKTVYMVGSY |  | GPSAQEYEFV |  | TPVEEAPRGA |  | LVRGPYLVVS |
| LFTDDDRTHH |  | LSWEWGLCIC |  | QDWKD      |  |            |  |            |

A: Аланін

C: Цистеїн

D: Аспарагінова кислота

E: Глутамінова кислота

F: Фенілаланін

G: Гліцин

H: Гістидин

I: Ізолейцин

K: Лізин

L: Лейцин

M: Метіонін

N: Аспарагін

P: Пролін

Q: Глутамін

R: Аргінін

S: Серин

T: Треонін

V: Валін

W: Триптофан

Кодований геном білок за функцією належить до активаторів гтфаз. 
Локалізований у цитоплазмі.